# Wienerbruck
Wienerbruck ist eine Rotte in der Ortschaft und Katastralgemeinde Langseitenrotte der Gemeinde Annaberg in Niederösterreich.
Wienerbruck hat zwar Ortstafeln mit dieser Bezeichnung, aber keinen eigenen Adressbereich, die Gebäude sind mit Langseitenrotte adressiert.

## Geografie
Die Rotte Wienerbruck befindet sich westlich des Hauptortes Annaberg und wird von der Mariazeller Straße B20 erschlossen. Knapp außerhalb der Siedlung befindet sich das Naturparkzentrum Ötscher-Basis, von dem aus die Ötschergräben zugänglich sind.

## Geschichte
Laut Adressbuch von Österreich waren im Jahr 1938 in Wienerbruck ein Bäcker, ein Friseur, zwei Hotels mit Gastwirtschaft, ein Gemischtwarenhändler, eine Pension, ein Schmied, ein Schuster, ein Tischler und einige Landwirte ansässig. Beim Ort gab es auch ein Elektrizitätswerk der Noe. Elektrizitätswirtschafts AG.
Das Kraftwerk Wienerbruck wurde zur Speisung der Mariazellerbahn errichtet und ging 1910 in Betrieb. Es ist das älteste Kraftwerk in Niederösterreich und steht seit 2015 zur Besichtigung offen.